# Kybartai
Kybartai is een stad in de gemeente Vilkaviškis in het Litouwse district Marijampolė. De plaats telt 6395 inwoners (2005).

## Geboren
- Isaak Levitan
- Harald Serafin (de:Harald Serafin)